# BASI 1520 SCPX
BASI 1520 SCPX – to implementacja języka Basic opracowana dla systemu operacyjnego SCP stosowanego w komputerach Robotron A5120/A5130. Implementacja obejmowała interpreter języka wysokiego poziomu jakim jest język Basic, oraz kompilator umożliwiający translację programów napisanych w tym języku do kodu maszynowego. System programowania BASI 1520 SCPX umożliwiał wprowadzanie, testowanie, poprawianie i wykonywanie (interpretację) oraz kompilację programów w języku Basic.
Ta implementacja języka Basic została tak opracowana, aby odpowiadała postanowieniom ANSI zawartym w dokumencie BSRX 3.60-1978. Ponadto ta wersja tego języka zgodna była z interpreterem BASIC-80 opracowanym przez firmę Microsoft dla najbardziej rozpowszechnionego ówcześnie systemu operacyjnego jakim był system CP/M.
Do działania system programowania wymagał 24 kB wolnej pamięci operacyjnej. Uruchomienie systemu programowania następowało w systemie SCP dyrektywą BASI. Podstawowe wywołanie systemu programowania mogło zostać rozszerzone o dodatkowe argumenty definiujące parametry pracy dotyczące między innymi zakresu wykorzystywanej pamięci operacyjnej, liczby otwartych zbiorów, długości rekordów zapisu. Ponadto komenda BASI wywołana z nazwą pliku zawierającego kod źródłowy w języku Basic, skutkowała natychmiastowym uruchomieniem interpretera, zamiast edytora, a w konsekwencji wykonaniem kodu źródłowego zapisanego w zapodanym zbiorze. Domyślnym rozszerzeniem nazwy pliku źródłowego było ".BAS". Do kompilacji programów służył kompilator BASC, który tworzył pliku typu ".REL". Systemowy program łączący LINK umożliwiał tworzenie programów ładowalnych typu ".COM" oraz programowanie hybrydowe poprzez łączenie z podprogramami napisanymi w asemblerze. Stosowanie skompilowanych podprogramów asemblerowych, tj. ich wywołanie, możliwe było również w interpreterze.